# 大村市立放虎原小学校
大村市立放虎原小学校（おおむらしりつ ほうこばるしょうがっこう）は、長崎県大村市古賀島町にある公立小学校。

## 概要
歴史
児童数の増加により、1978年（昭和53年）4月に大村市立中央小学校から分離・独立する形で開校した。
校歌
作詞は佐竹唐詩子、作曲は西村雄二による。歌詞は3番まであり、各番の最後に校名の「放虎原小学校」が登場する。
校区
桜馬場一丁目 - 二丁目、古賀島町、森園町、松並二丁目、協和町、松山町。中学校区は大村市立桜が原中学校区。

## 沿革
- 1978年（昭和53年）4月1日 - 大村市立中央小学校から分離・独立する形で「大村市立放虎原小学校」が開校。児童数532名。
  - 学校給食は中地区学校給食共同調理場が担当する。
- 1979年（昭和54年）2月 - 鉄筋コンクリート造校舎本館と体育館が完成。
- 1980年（昭和55年）4月1日 - 大村市立放虎原幼稚園が隣接地に開園。
- 1981年（昭和56年）3月 - プールが完成。
- 1984年（昭和59年）2月 - 鉄筋コンクリート造3階建て校舎を増築。
- 1996年（平成8年）2月 - 校舎を増築。
- 1998年（平成10年）4月 - 教育用コンピューターが導入され、パソコン室が完成。
- 2006年（平成18年）4月 - 市内の公立小中学校で二学期制が導入される。
- 2010年（平成22年）10月 - 太陽光パネルが設置される。
- 2013年（平成25年）8月 - 大村市内の学校給食共同調理場が統合され、大村市小学校給食センターが新設される。
  - これにより、市立小学校すべての給食が1ヶ所で調理されることとなった。
- 2014年（平成26年）4月1日 - 隣接地に大村市立放虎原こども園（認定こども園）が開園。
  - 大村市立放虎原幼稚園が改組されたもので、長崎県内では初めての公立の認定こども園となる。

## アクセス
最寄りの鉄道駅
- JR九州大村線 諏訪駅

最寄りのバス停
- 県営バス大村市内線 市民病院前バス停

最寄りの国道・県道
- 国道34号

## 周辺
- 大村市立大村市民病院
- 長崎県警察大村警察署
- 長崎県運転免許試験場
- 陸上自衛隊大村駐屯地
- 海上自衛隊大村航空基地
- 長崎県立大村工業高等学校

## 出身者
- 沖野将基 (サッカー選手)

## 参考資料
- 大村市の教育 平成25年度 (PDF)  - 大村市ウェブサイト
- 「大村市史 下巻」（1961年（昭和36年）2月11日発行、大村市役所）

## 関連事項
- 長崎県小学校一覧